# Лопатін Анатолій Олексійович
Лопатін Анатолій Олексійович (1920 — 22 квітня 1945) — командир 463-го стрілецького полку (118-а стрілецька дивізія, 5-а гвардійська армія, 1-й Український фронт), майор.

## Біографія
Народився в 1920 році в селищі Чілгір нині Яшкульського району Республіки Калмикія в родині селянина.
Член ВКП (б) з 1943 ріку.
Закінчив Тихорецький залізничний технікум Краснодарського краю.
У Червоній Армії — з грудня 1939 року.
Закінчив піхотне училище в 1941 році, курси «Постріл» — в 1942, курси удосконалення офіцерського складу — у 1943 році.

## Участь у Великій Вітчизняній війні
У боях Великої Вітчизняної війни — з липня 1942 року.
16 квітня 1945 року 463-й стрілецький полк під командуванням майора А. О. Лопатіна, діючи як десантний, спільно з частинами 4-го гвардійського танкового корпусу прорвав оборону противника на річці Нейсі, форсував річку Шпрее і захопив плацдарм на її західному березі в районі населеного пункту Шпреевіц (Spreewitz).
Діючи передовим загоном з переслідування противника, полк оволодів містом Гоєрсверда (Німмеччина), а потім ударом в північно-західному напрямку зайняв місто Фінстервальде.
Майор Лопатін вміло керував бойовими діями полку в складних умовах лісистої місцевості, організував успішну взаємодію піхоти і танків, незважаючи на те, що полк діяв в тилу ворога. Полк захопив 3 батареї, спалив 3 самохідні установки і підбив 2 танки, а також знищив велику кількість живої сили противника.
22 квітня 1945 року, слідуючи з одним з батальйонів, майор Лопатін прийняв зустрічний бій з великою колоною бронетранспортерів і піхоти противника. У цьому нерівному бою майор А. А. Лопатін загинув.
Похований в місті Аннабург (Німеччина).

## Нагороди
- Герой Радянського Союзу (27 червня 1945 року, посмертно);
- Орден Леніна;
- Два ордена Олександра Невського;
- Орден Вітчизняної війни 2-го ступеня;
- Медалі.